# Commissione per le droghe narcotiche delle Nazioni Unite
La Commissione per le droghe narcotiche delle Nazioni Unite (CND, Commission on Narcotic Drugs) è una commissione del Consiglio economico e sociale delle Nazioni Unite.
Istituita nel 1946, è composta da 53 stati membri e dal 1991 fa parte dall'Ufficio delle Nazioni Unite per il controllo della droga e la prevenzione del crimine.